# براد جاكسون
براد جاكسون (بالإنجليزية: Brad Jackson)‏ هو لاعب كرة قدم أمريكية أمريكي، ولد في 11 يناير 1975 في كانتون في الولايات المتحدة.

## وصلات خارجية
- براد جاكسون على موقع كلية كرة السلة في سبورتس رفرنس.كوم (الإنجليزية)
- براد جاكسون على موقع مرجع كرة القدم المحترفة.كوم (الإنجليزية)